# Bowlesia flabilis
Bowlesia flabilis là một loài thực vật có hoa trong họ Hoa tán. Loài này được J.F.Macbr. mô tả khoa học đầu tiên năm 1931.